# Golfo de Honduras
El golfo de Honduras es un golfo situado en el mar Caribe a lo largo del litoral de la península de Yucatán correspondiente a Guatemala, Honduras y Belice. 

## Hidrografía física
El golfo es un entrante costero del continente americano del cuerpo de agua Mar Caribe occidental, sus cabos que dan partida al golfo no están establecidos firmemente por la Organización Hidrográfica Internacional, pero se encuentran derivadas entre los siguientes cabos:
- Cabo occidental
  - Cabo Catoche (México)
  - Punta Herrero (México)
  - Rocky Point de Cayo Ambergris (Belice)
- Cabo oriental:

Las siguientes opciones son derivadas de los límites occidentales del protectorado británico costa de Mosquitos/Nación Misquita/Provincia de Taguzgalpa/Tologalpa/Zambos mosquitos, Honduras:
- - Cabo Honduras [2]
  - Desembocadura del Río Limón, Barra Limón. [3] (aunque este no forma un cabo, geográficamente es limitante para ser el límite occidental del golfo)
  - Cabo Camarón [4]
  - Desembocadura del Río Sico, Tinto o Negro[5] (aunque este no forma un cabo, geográficamente es limitante para ser el límite occidental del golfo)
  - Barra Patuca [6]

- Criterio: Representación geográfica antigua.

El Golfo de Honduras representado contenido entre el cabo oriental, por el Cabo de Honduras o por el Cabo de Camarón según mapas antiguos que representaban más acentuado la bahía y más resaltados con respecto a la costa, los cabos mencionados, en mapas previos al siglo XIX. 
- Criterio: Termino de la costa de Mosquitos.

El Golfo de Honduras representado contenido entre el cabo oriental, por el Cabo de Honduras, Cabo Camarón y Barra Patuca.
- Núcleo o Fondo del Golfo de Honduras.

Existen varias posibilidades para este segmento del Golfo:
- - Punta Negra de Belice a Puerto Cortés de Honduras
  - Placencia (Belice) a Punta Sal de Honduras. (este también ha sido empleado como el cabo de límite oriental del golfo[7])
  - Dangriga de Belice a La Barra de Cangrejal, La Ceiba de Honduras.

- División por escala de miembros

Se puede subdividir en etapas según su composición de miembros, Cuatrinacional (con México) y Trinacional (sin México), en mapas antiguos esto se nombraba como Trinacional=Golfo de Honduras y Cuatrinacional=Bahía de Honduras, aunque según la terminología geográfica sería al revés, debido a que un golfo es un cuerpo de agua más amplio a una bahía. Resultando en:
- - Bahía de Honduras ()
  - Golfo de Honduras ()

- Fuera del Golfo

Fuera del golfo se encuentra el mar Caribe, y sobre la costa de Honduras también se describía en mapas antiguos como mar de Honduras, mar de Poyais, mar de las Antillas, mar del Norte o Septentrional o simplemente Océano Atlántico.

## Descripción
El interior del golfo está bordeada por la Barrera del Arrecife de Belice, que forma la parte sur del Sistema Arrecifal Mesoamericano con una longitud total de 900 km, el segundo sistema mayor de arrecifes de coral en el mundo. 
El golfo de Honduras se caracteriza por una compleja dinámica de aguas costeras, aguas abiertas, y corrientes oceánicas, que han producido un ecosistema único, con una gran variedad de aguas marinas costeras, incluyendo estuarios, playas de barreras, lagunas marinas, marismas intermareales, bosque de manglares, praderas marinas, arrecife de barrera y cayos.
El golfo recibe el escurrimiento de las cuencas de 12 ríos con una descarga media estimada en 1.232 m³ por segundo. Estos ríos incluyen el Moho, Sarstún, río Dulce, Motagua y Ulúa. El aumento de los volúmenes de sedimentos drenados en el golfo de Honduras representan una amenaza para su ecosistema marino.